# Costasensora honeyi
Costasensora honeyi là một loài bướm đêm thuộc họ Erebidae. Nó được tìm thấy ở Borneo.
Sải cánh dài khoảng 11 mm. 